# Masicera aenescens
Masicera aenescens là một loài ruồi trong họ Tachinidae.